# East Dunbartonshire
East Dunbartonshire är en av Skottlands kommuner. Kommunen gränsar till West Dunbartonshire, Glasgow, Stirling och North Lanarkshire.
Kommunen täcker delar av de traditionella grevskapen Stirlingshire, Dunbartonshire och Lanarkshire.

## Orter
- Bearsden
- Kirkintilloch
- Lennoxtown
- Milngavie